# 上哈拉西米夫卡
48°16′42″N 39°56′51″E / 48.27833°N 39.94750°E
上哈拉西米夫卡（烏克蘭語：Верхньогарасимівка）是位於烏克蘭東部的村莊，由盧甘斯克州多夫然斯克區的索羅基內市鎮負責管轄。該村始建於1815年，面積3平方公里，海拔高度48米，2001年人口286，人口密度每平方公里95.3人。